# Pilotage automatique du métro de Paris

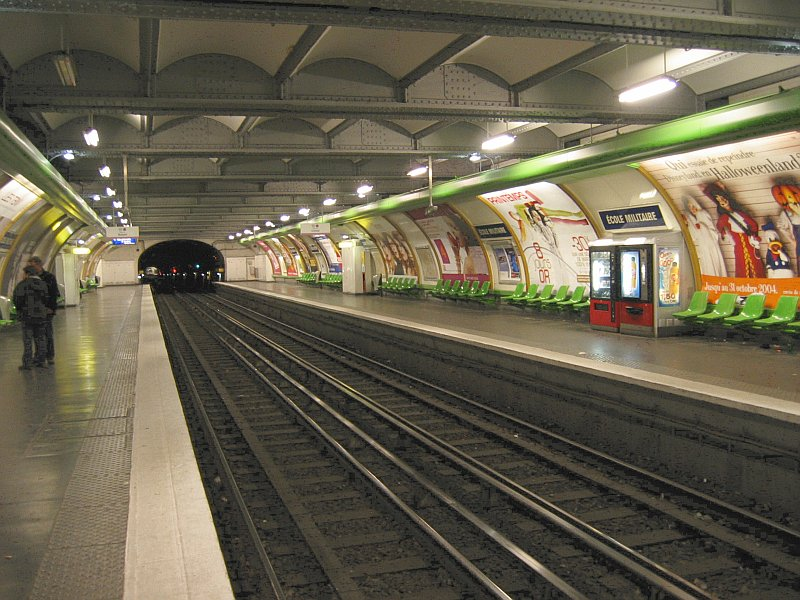
Tapis de pilotage automatique, visible entre les rails du métro parisien.

Le pilotage automatique du métro de Paris (PA) est un système d'automatisation de la marche et de la vitesse des trains du métro de Paris, reposant sur un système de grecque. Déployé à partir de 1967 afin d'améliorer la régulation des trains, il a équipé depuis la plupart des lignes du réseau parisien. Il correspond au niveau 2 d'automatisation.
Il est progressivement remplacé par des systèmes modernes de type CBTC, prenant en charge la circulation des trains avec des automatismes au sol et embarqués.

## Description

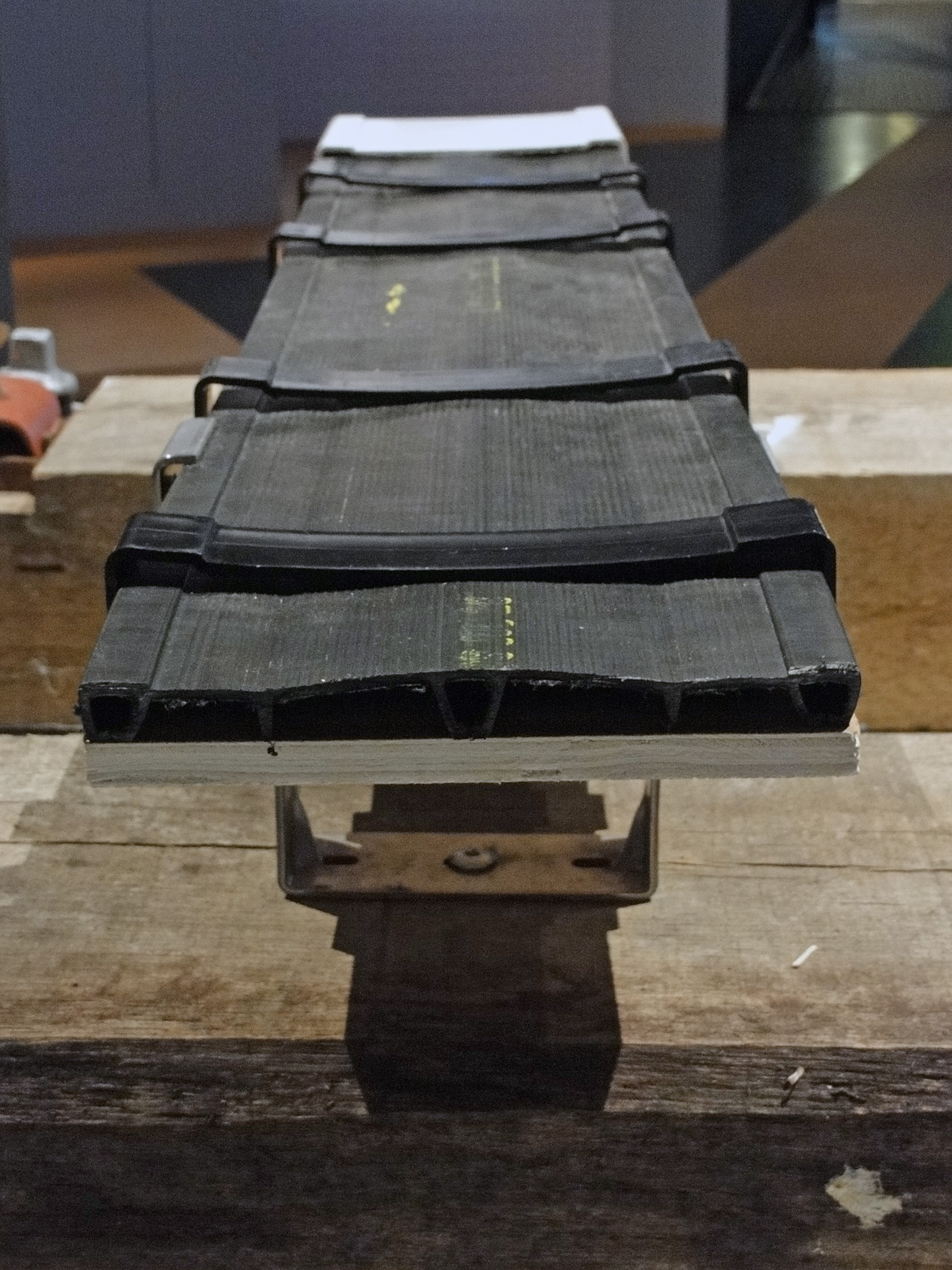
Coupe du tapis de pilotage automatique.

Le pilotage automatique permet à une rame de métro de circuler sans intervention du conducteur, à l'exception du départ du train en station. Il permet à la rame de rouler à la vitesse optimale pour la section de voie sur laquelle elle se situe, une sorte de régulateur de vitesse pour métro, mais qui respecte en plus la signalisation. Compte tenu de l'époque de sa conception (il est mis en service en 1972), ce système utilise des cantons fixes, contrairement aux systèmes modernes d'assistance à la conduite, de type CBTC, comme les systèmes de contrôle commande des trains du métro de Paris mis en œuvre à partir des années 2010 par la RATP : OURAGAN et OCTYS. Pourtant cette technique ne compte actuellement aucun accident. Le système OURAGAN a, quant à lui, connu des difficultés lors de son déploiement sur la ligne 13.
Le pilotage automatique est désactivable par le conducteur, qui peut choisir de contrôler lui-même la vitesse de la rame. Il a d'ailleurs obligation de le faire pendant au moins un aller-retour par jour depuis l'accident de Notre-Dame-de-Lorette, pour ne pas perdre la main. Ce système ne répond pas aux exigences de la conduite automatique intégrale, c'est-à-dire sans conducteur. Il a équipé toutes les lignes du métro parisien, à l'exception des lignes 3 bis, 7 bis et 10, dont le trafic réduit ne justifie pas leur équipement, ainsi que les lignes 1, 4, 14, pilotées par le système d'automatisation de l'exploitation des trains (SAET). Depuis 2011, il est progressivement déposé sur les lignes 3, 5, 9 et la ligne 13, où il a été remplacé par les systèmes OCTYS et OURAGAN.
Autre exception notable, la section de la ligne 13 entre Gabriel Péri et Les Courtilles, ouverte en 2008, n'était pas équipée car, d'après le planning prévisionnel, le système OURAGAN aurait dû être mis en service avant cette date. Son retard a imposé la conduite manuelle des rames sur cette portion de ligne. Il en est de même pour la section entre Mairie de Montrouge et Bagneux Lucie Aubrac de la ligne 4 qui aurait dû bénéficier de l'automatisation intégrale de la ligne précédemment à sa mise en service en janvier 2022. Sur cette section, les rames exploitées avec conducteur ont ainsi systématiquement été pilotées en conduite manuelle jusqu'à la fin de l'automatisation progressive de la ligne en décembre 2023.

## Histoire

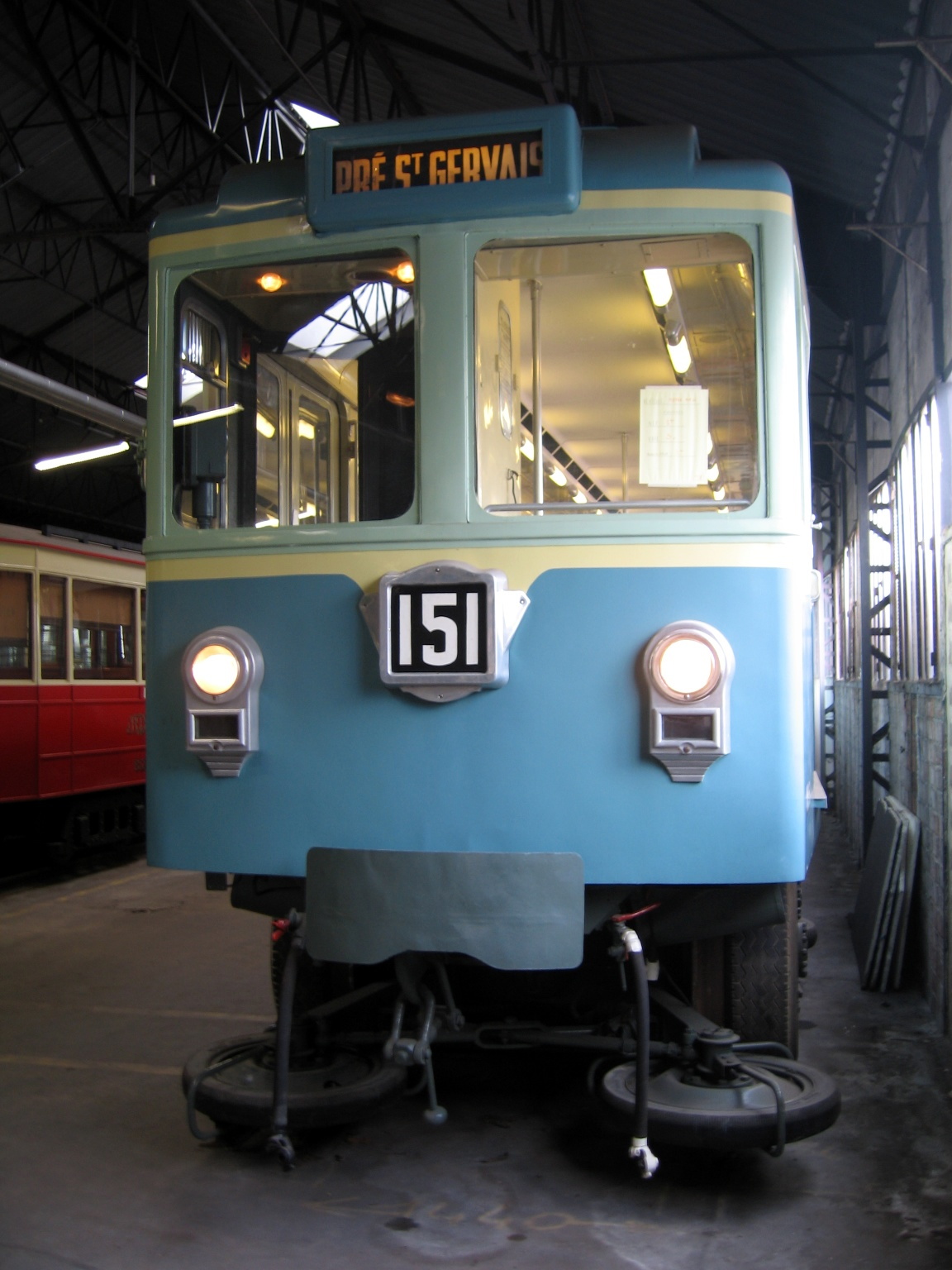
Le MP 51, premier matériel équipé du pilotage automatique.

Le pilotage automatique des trains est apparu au début des années 1950. Pour la RATP, il devait permettre l'allégement des tâches des conducteurs et une meilleure régulation du trafic. Les premiers essais de pilotage automatique eurent lieu en 1951 sur les 770 mètres de la « voie navette », ancien raccordement de la ligne 7 bis avec la ligne 3 bis. Le véhicule utilisé pour les essais était le prototype du matériel sur pneu MP 51. Il fut équipé de capteurs lisant, sur un tapis appelé grecque et posé sur la voie entre les deux rails, les vitesses auxquelles il devait circuler.
Le principe était simple : le train pouvait rouler à condition que la signalisation latérale du cantonnement le permette ; il suivait alors les vitesses inscrites dans le tapis, en accélérant s'il allait plus lentement que les vitesses indiquées ou en freinant dans le cas contraire. Le dispositif fonctionne sans aucune intervention manuelle, à l'exception de la fermeture des portes et du démarrage du train. En revanche, le redémarrage est automatique en tunnel après un arrêt devant un signal fermé.
Le prototype roula sans incident notable avec des voyageurs du 13 avril 1952 au 31 mai 1956. Mais c'est seulement une dizaine d'années plus tard que la RATP eut les moyens d'équiper une ligne entière du pilotage automatique. La RATP décida alors d'équiper deux trains de ce système. C'est la ligne 11 qui fut choisie pour expérimenter le système à grande échelle à partir de septembre 1967, ligne qui avait déjà été choisie pour l'expérimentation du métro sur pneumatiques à partir de 1956. Deux rames MP 55 furent équipées et servirent à des démonstrations ainsi qu'à des parcours d'essai supplémentaires, afin de tester la fiabilité du système avant son application à une ligne importante. L'arrivée d'équipements de freinage plus efficaces comme les électrovalves modérables au défreinage était également un préalable à une généralisation de ce type d'équipement[réf. souhaitée].
Après des essais concluants, c'est l'ensemble du parc des rames MP 55 de la ligne 11 qui fut équipé en juin 1969. Les conducteurs alors déchargés de la conduite furent laissés seuls à bord des trains avec pour mission de surveiller les échanges voyageurs et la bonne marche du train.
Les résultats de cette expérimentation à grande échelle — une précision d'arrêt de plus ou moins deux mètres et un nombre d'incidents égal à 1 pour 2000 interstations parcourues — étant jugés concluants par la RATP, celle-ci décida d'équiper une nouvelle ligne avec une version améliorée du pilotage automatique. La ligne 4 fut équipée en 1969 et 1970, avec une version beaucoup plus performante car totalement électronique, permettant des précisions d'arrêt de l'ordre de 0,50 mètre. Le pilotage automatique fut mis en service en février 1971.
La généralisation du pilotage automatique avait un double avantage : assurer une meilleure régulation des trains, mais également réaliser une importante économie en personnel avec la conduite à agent seul, le conducteur pouvant assumer dorénavant seul la surveillance des mouvements de voyageurs et le bon fonctionnement de la marche automatique.

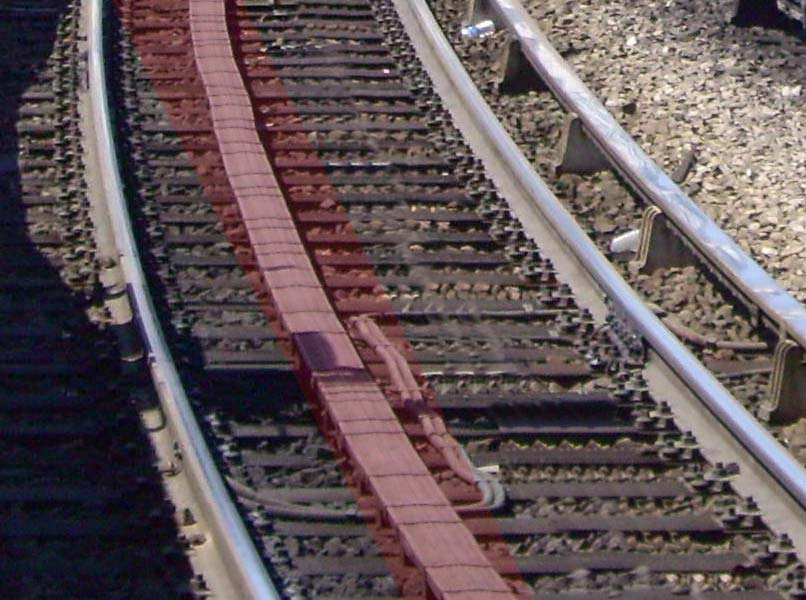
Grecque sur la ligne 5 du métro de Paris.

Le système se généralisa progressivement : la ligne 1 fut équipée en février 1972 du même système, puis la ligne 3 en février 1973. Une troisième version technologique équipa ensuite la ligne 6 à partir de février 1975, puis la ligne 9 en juin 1975, la ligne 8 en juin 1976, les lignes 7, 12 et 13 en 1977, la ligne 5 en 1978 et la ligne 2 en 1979. Les lignes 1, 3 et 4 furent rééquipées du système de troisième génération à partir de 1977.
L'exploitation par départs programmés permit de franchir une nouvelle phase à l'automatisation : sur le quai du terminus, un bruiteur relié à une horloge avertissait de l'imminence du départ de la rame. À partir de 1974, la ligne 8 est équipée d'un système plus évolué où l'horloge donne directement l'ordre du départ au pilotage automatique, sans signal extérieur. Ce principe s'est ensuite généralisé.
Trois lignes ne furent pas équipées, les lignes 3 bis et 7 bis jugées trop courtes et trop peu fréquentées, et la ligne 10, dont le trafic limité, et le matériel roulant, des trains Sprague et des trains Matériel articulé, ne permit pas l'installation de ce système.
Cependant ces trois dernières lignes furent équipées de la conduite manuelle contrôlée (CMC), un système contrôlant l'état de veille des conducteurs et un dispositif d'arrêt automatique en cas de franchissement intempestif (signal rouge) de la signalisation latérale. Le conducteur devait tenir en permanence un bouton placé sur le manipulateur de conduite. La RATP décida néanmoins de ne pas laisser subsister sur les autres lignes la seule alternative conduite automatique ou manuelle libre ; elle décida d'équiper l'ensemble des lignes équipées de PA d'une version améliorée, la veille automatique avec contrôle du maintien d'appui, dans laquelle les conducteurs doivent non seulement maintenir actionné le bouton placé sur le manipulateur ou une pédale, mais également le relâcher à intervalles réguliers (30 secondes environ). En 1984, toutes les lignes étaient équipées de la CMC. De plus, à la suite de l'accident de Notre-Dame-de-Lorette survenu en août 2000, des dispositifs de contrôle ponctuel de vitesse ont été installés aux points critiques du réseau.

## Technique

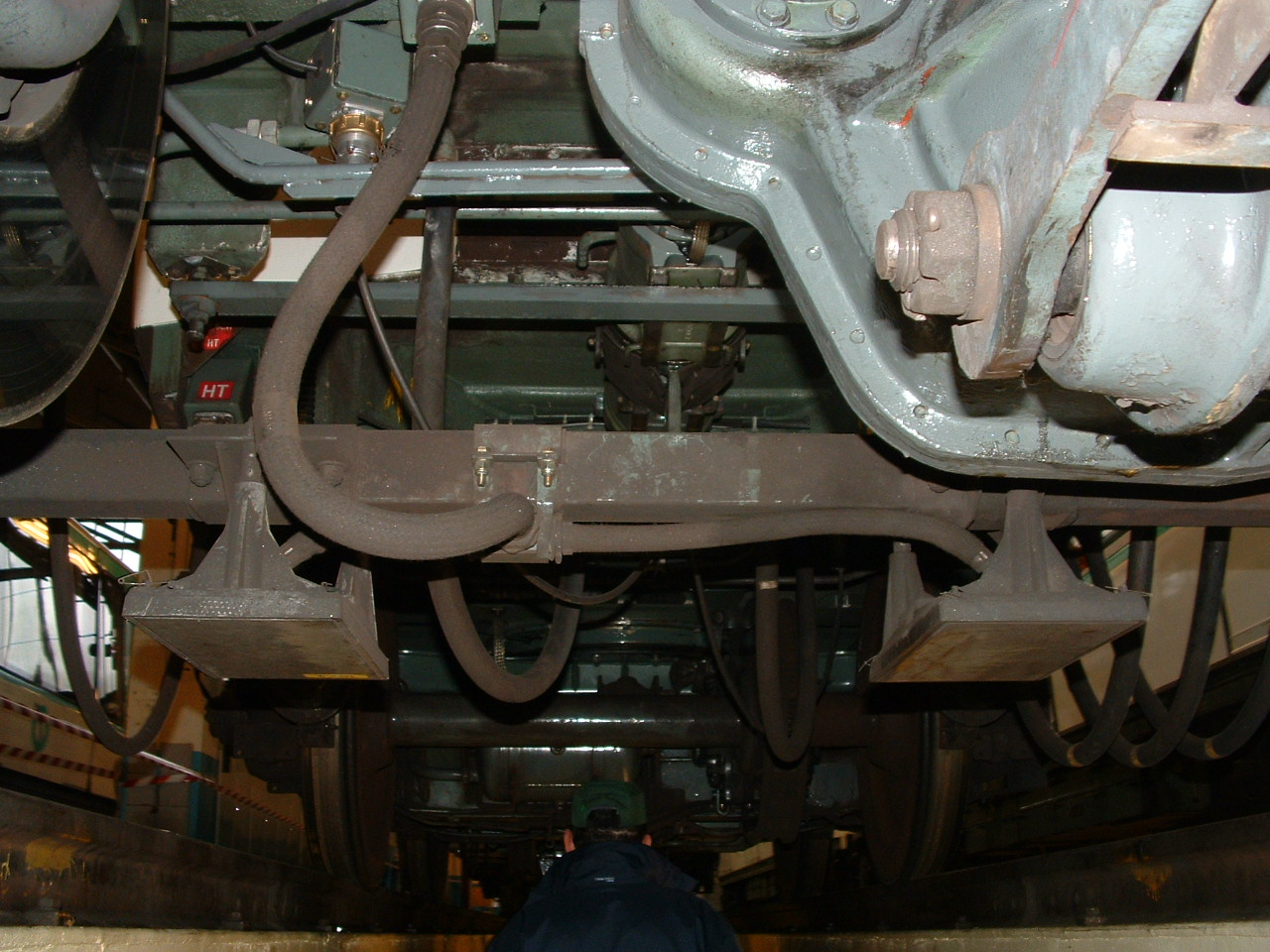
Lecteurs de tapis de pilotage automatique sur un train MF 77.

Le tapis de pilotage automatique du métro de Paris repose sur un système de grecque. La marche-type est inscrite sur la voie par un câble inducteur en forme de frise grecque, dont les redans successifs ont une longueur proportionnelle à la vitesse du train. La grecque est alimentée en un courant à 8 kHz, qui influence deux capteurs placés sous la motrice, sous la dépendance d'un relais de signalisation. Ce courant, amplifié, commande les équipements de traction et de freinage du train.
À partir de 1975, c'est un nouveau système qui est employé pour la ligne 6, avec captage d'un signal à 135 kHz (on parle alors de PA 135 par opposition au PA BF fonctionnant à 8 kHz). Le câble programme se situe dans un tapis en plastique de 17 cm de large fixé aux traverses, entre les rails, mais légèrement désaxé. En cas d'interruption de la continuité linéaire du câble, par exemple en présence d'un aiguillage, le tapis est repositionné du côté droit ou gauche, ce qui impose l'utilisation de deux capteurs sur un essieu, de chaque côté de l'axe du train. Ces capteurs sont placés au milieu du train, sur les bogies de l'ex-voiture de première classe ou de l'ex-voiture mixte 1re/2e. Le dispositif de pilotage est installé sous une des banquettes de la voiture concernée.
Le système atteint une précision d'environ 50 centimètres, quelle que soit la charge du train. En 1977, les anomalies de fonctionnement ne dépassent pas 0,5 pour mille, à raison de 800 000 interstations parcourues chaque semaine.
La majorité des lignes du métro parisien utilisent encore les systèmes PA BF ou PA 135 d'Interelec,. Ces systèmes sont fondés sur des cantons fixes. La transmission continue d'informations entre la voie et les capteurs à bord des trains s'appuie sur un tapis de transmission dans lequel sont inscrits les profils de vitesse que le train doit respecter.

## Voir aussi

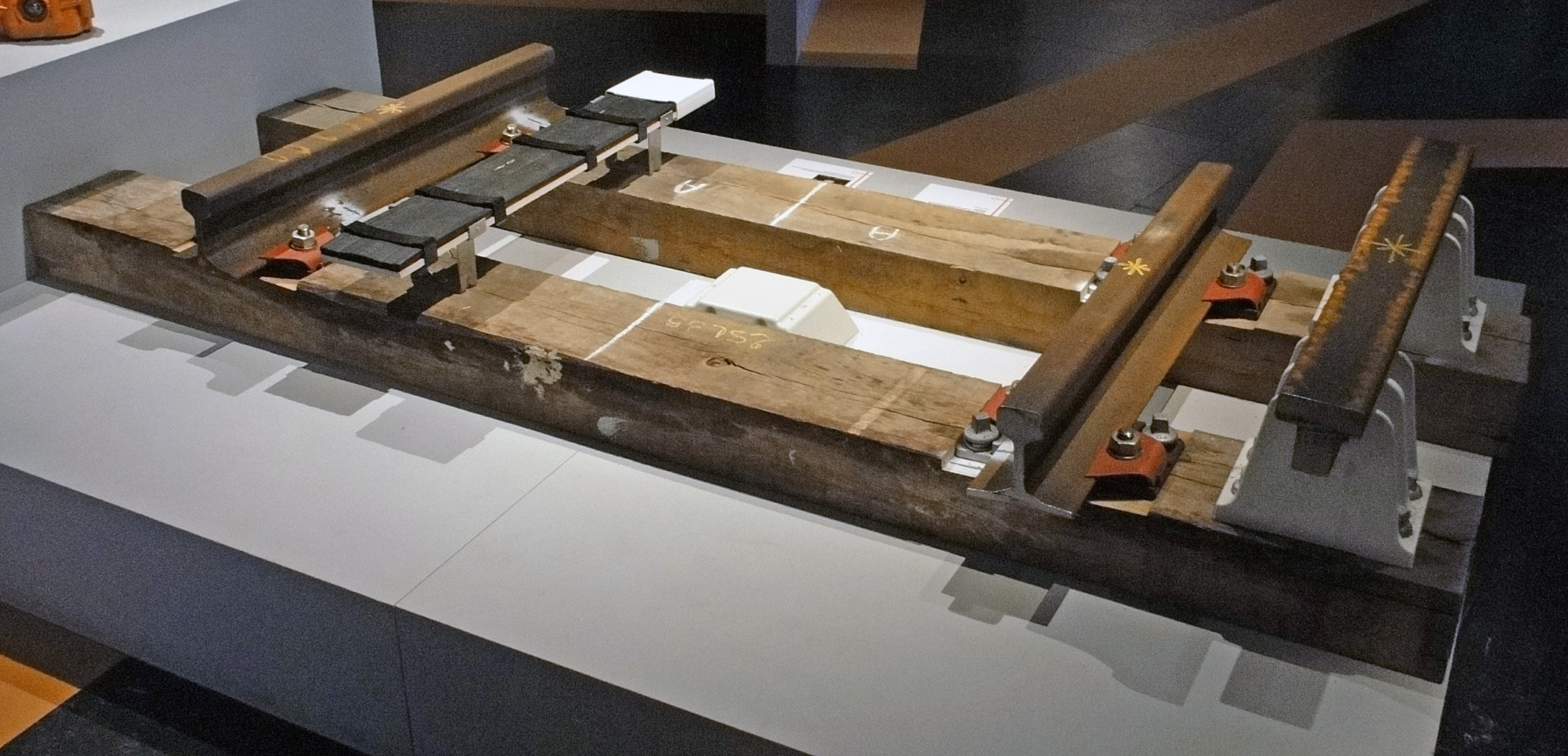
Situation sur la voie du tapis de pilotage automatique.